# North of Scotland Cup 2013–14
North of Scotland Cup 2013–14 khởi tranh từ ngày 27 tháng 7 năm 2013 và kết thúc vào ngày 19 tháng 10 năm 2013, khi đội vô địch, Brora Rangers, đánh bại đương kim vô địch Nairn County 3–0 trên sân Grant Street Park của Clachnacuddin ở Inverness. Giải đấu được tài trợ bởi AJG Parcels với năm thứ hai.

## Các đội bóng tham gia mùa giải 2013-14

### Scottish Professional Football League
- Inverness Caledonian Thistle

### Highland Football League
- Brora Rangers
- Clachnacuddin
- Forres Mechanics
- Fort William
- Lossiemouth
- Nairn County
- Rothes
- Strathspey Thistle
- Wick Academy

### North Caledonian Football League
- Golspie Sutherland
- Halkirk United
- Muir of Ord Rovers
- Thurso

## Vòng Một
| 27 tháng 7 năm 2013 | Golspie Sutherland | 1 − 3 | Wick Academy             | Golspie                                                   |  |
| 14:00 BST           | Bobby Gunn 9'      |       | Sam Mackay 38', 67', 87' | Sân vận động: King George V Park Trọng tài: Graham Fraser |  |

| 27 tháng 7 năm 2013 | Fort William     | 1 − 0 | Muir of Ord Rovers | Fort William                                        |  |
| 15:00 BST           | Darren Quigg 50' |       |                    | Sân vận động: Claggan Park Trọng tài: Wayne Cusiter |  |

| 30 tháng 7 năm 2013                                | Brora Rangers         | 1 − 1 (3 − 0 p)                            | Inverness Caledonian Thistle | Brora                                                                   |  |
| 19:30 BST                                          | Zander Sutherland 40' |                                            | Torbjørn Agdestein 43'       | Sân vận động: Dudgeon Park Lượng khán giả: 250 Trọng tài: Graham Fraser |  |
|                                                    |                       | Loạt sút luân lưu                          |                              |                                                                         |  |
| Zander Sutherland · Steven Mackay · Gavin Morrison |                       | Ben Greenhalgh · Joe Gorman · Danny Devine |                              |                                                                         |  |

| 30 tháng 7 năm 2013 | Nairn County                                    | 3 − 1 | Strathspey Thistle | Nairn                                             |  |
| 20:00 BST           | Martin MacDonald · Conor Gethins · Andrew Neill |       | Gavin Chisholm     | Sân vận động: Station Park Trọng tài: Morag Pirie |  |

| 31 tháng 7 năm 2013 | Halkirk Utd                                                            | 4 − 5 | Clachnacuddin                                                                                              | Halkirk                                             |  |
| 20:00 BST           | Ben Murray 7' · Gordon McNab 40' · Grant McNab 55' · Alan Hughes 90+1' |       | Kyle Whyte 10' · Gordon Morrison 33' · John Mackay 58' · John Budge 61' (l.n.) · Andrew Cumming 63' (l.n.) | Sân vận động: Morrison Park Trọng tài: Graham Elder |  |

| 31 tháng 7 năm 2013 | Rothes            | 1 − 3 | Lossiemouth                                               | Rothes                                              |  |
| 20:00 BST           | Sean McIntosh 55' |       | Liam Archibald 42' · Darren Bailey 78' · Scott Wilson 88' | Sân vận động: Mackessack Park Trọng tài: Mike McNab |  |

|  | Forres Mechanics | Đi tiếp |  |  |  |
|  |                  |         |  |  |  |

|  | Thurso | Đi tiếp |  |  |  |
|  |        |         |  |  |  |

## Vòng Hai
| 7 tháng 8 năm 2013 | Lossiemouth | 0 − 3 | Forres Mechanics                                        | Lossiemouth                                   |  |
| 20:00 BST          |             |       | Scott Lawrie 26' · Craig McGovern 52' · Simon Allan 55' | Sân vận động: Grant Park Trọng tài: Craig Sim |  |

| 7 tháng 8 năm 2013 | Wick Academy                                                  | 4 − 3 | Clachnacuddin                               | Wick                                                   |  |
| 20:00 BST          | Gary Weir 25' · Richard Macadie 37', 49' · Bryan McKiddie 85' |       | Gordon Morrison 52' · Martin Laing 58', 68' | Sân vận động: Harmsworth Park Trọng tài: Graham Fraser |  |

| 13 tháng 8 năm 2013 | Nairn County                                                                                         | 5 − 1 | Fort William         | Nairn                                            |  |
| 20:00 BST           | John Cameron 42' · Martin Macdonald 48' · Archie MacPhee 63' · Conor Gethins 74' · Ross Naismith 85' |       | Gordon McCarroll 23' | Sân vận động: Station Park Trọng tài: Mike McNab |  |

| 13 tháng 8 năm 2013 | Thurso | 0 − 5 | Brora Rangers                                                                       | Halkirk                                                                 |  |
| 20:00 BST           |        |       | Zander Sutherland 6' · Dale Gillespie 45', 50' · Andrew Greig 68' · Liam Baxter 88' | Sân vận động: Morrison Park Lượng khán giả: 200 Trọng tài: Graham Elder |  |

## Bán kết
| 3 tháng 9 năm 2013 | Nairn County                   | 2 − 0 | Forres Mechanics | Nairn                                            |  |
| 20:00 BST          | Conor Gethins 43', 89' (ph.đ.) |       |                  | Sân vận động: Station Park Trọng tài: Andy Milne |  |

| 4 tháng 9 năm 2013 | Brora Rangers                                                                                     | 6 − 2 | Wick Academy                         | Brora                                                                   |  |
| 20:00 BST          | Zander Sutherland 6', 12', 36' (ph.đ.) · Ross Tokely 16' · Steven Mackay 18' · Martin Maclean 27' |       | Davie Allan 4' · Richard Macadie 10' | Sân vận động: Dudgeon Park Lượng khán giả: 600 Trọng tài: Graham Fraser |  |

## Chung kết
| Nairn County | 0 − 3  | Brora Rangers                                               |
| ------------ | ------ | ----------------------------------------------------------- |
|              | Report | Zander Sutherland 2' · Richie Hart 17' · Martin Maclean 59' |